# Living After Midnight
"Living After Midnight" er en single af det britiske heavy metal-band Judas Priest, oprindeligt fra albummet British Steel. Det er en af bandets mest populære sange, og har været på mange opsamlingsalbum såvel som ved næsten alle koncerter bandet har spillet lige siden.
Sangen optræder på de følgende Judas Priest-album:
- British Steel
- Priest...Live!
- '98 Live Meltdown
- Live in London

Samt videoudgivelsen Live Vengeance '82.
Sangen er også blevet spillet af hardcore-bandet Microedge; såvel som The Donnas på deres album The Donnas Turn 21.
Sangens guitarsolo spilles af Glenn Tipton.

## Musikere
- Rob Halford – vokal
- Glenn Tipton – lead guitar
- K.K. Downing – rytmeguitar
- Ian Hill – bas
- Dave Holland – trommer

| Musik | Spire Denne musikartikel er en spire som bør udbygges. Du er velkommen til at hjælpe Wikipedia ved at udvide den. |